# Louis Feuillée
Louis Éconches Feuillée (de vegades escrit Feuillet) (1660, Mane, Alpes-de-Haute-Provence - 18 d'abril de 1732) va ser un frare de l'orde dels Mínims, explorador, astrònom, geògraf i botànic francès.
Va aprendre astronomia i cartografia de Jean Mathieu de Chazelles i Charles Plumier, li ensenyà botànica.
El 1699 per ordre del rei de frança viatjà al Llevant del Mediterrani amb Giovanni Domenico Cassini per determinar la posició d'un gran nombre de ports de mar i de ciutats. Després va fer un viatge similar a les Antilles el 1703.
Recollí plantes i cartografià Martinica; explorà també el litoral de Veneçuela. Tornà a França el 1706.
El 1707 viatjà a l'Argentina i Xile. El 1711 tornà a França on publicà un inventari complet de les seves observacions (1714–1725).
Feuillée amb un hidròmetre de la seva invenció, demostrà que el mar Mediterrani era més salat que l'Atlàntic. En botànica estudià els gèneres fuchsia, nasturtium, oxalis, alstromeria, la papaia, xirimoia, i el gènere solanum.
Descobrí, un segle abans que Alexander von Humboldt, el corrent marítim que s'anomena Corrent de Humboldt.
També notà l'ordre invers de les estacions al sud de l'Equador, comparat amb la seva seqüència a l'Hemisferi Nord.
El 1724, en el seu darrer viatge, viatjà a les Illes Canàries i determinà la posició del meridià a l'illa del Hierro.

## Monstre de Feuillée
Feuillée va descriure científicament un monstre d'una ovella a Buenos Aires:
"«Enllaç».

## Obres
- Journal des observations physiques, mathématiques, et botaniques (Paris, 1714).
- Suite du Journal (Paris, 1725).

## Noms en honor de Feuillée
- El gènere de plantes Feuillea o Fevillea.
- La planta Inga feuilleei.
- El cràter lunar Feuillée.